# The Dream Team
The Dream Team (Brasil: De Médico e Louco Todo Mundo Tem um Pouco ) é um filme americano lançado em 1989, do gênero comédia dramática, dirigido por Howard Zieff e produzido por Christopher W. Knight para a Imagine Entertainment e a Universal Pictures. É protagonizado por Michael Keaton, Christopher Lloyd, Peter Boyle, Stephen Furst e James Remar. Jon Connolly e David Loucka escreveram o roteiro sobre pacientes internados de um hospital psiquiátrico que ficam sem vigilância na cidade de Nova York durante uma viagem de campo que deu errado.

## Sinopse
Dr. Jeff Weitzman (Boutsikaris) é um psicólogo trabalhando em um sanatório em Nova Jersey. Seus pacientes são Billy, Henry, Jack e Albert. Billy (Keaton) é o mais normal do grupo e seu líder não-oficial, porém ele é um mentiroso patológico com delírios de grandeza. Henry (Lloyd) é obsessivo-compulsivo e acredita ser um dos médicos no hospital, muitas vezes andando por aí com uma prancheta, jaleco e estetoscópio. Jack (Boyle) é um ex-executivo que parece acreditar ser Jesus Cristo. Finalmente, Albert (Fürst) é um homem-criança, que só diz coisas que ele ouve durante jogos de baseball, especialmente do ex-jogador e comentarista Phil Rizzuto.
Convencido de que seus pacientes precisam de ar fresco e de algum tempo afastado do sanatório, Dr. Weitzman convence a administração para lhe permitir levá-los para um jogo de baseball no Yankee Stadium. No entanto, ao chegar a cidade os quatro se perdem de seu médico, e para tentar encontrá-lo ficam livres pela cidade de Nova York.

## Elenco
- Michael Keaton — Billy Caufield
- Christopher Lloyd — Henry Sikorsky
- Peter Boyle — Jack McDermott
- Stephen Furst — Albert Ianuzzi
- Dennis Boutsikaris — Dr. Weitzman
- Lorraine Bracco — Riley
- Milo O'Shea — Dr. Newald
- Philip Bosco — O'Malley
- James Remar — Gianelli
- Michael Lembeck — Ed, ex-namorado de Riley
- Jack Duffy — Bernie
- Larry Pine — Canning
- Ted Simonett — Yuppie
- John Stocker — Murray
- Lizbeth MacKay — mulher de Henry
- Ron James — Dwight
- Wayne Tippit — Capitão Lewitt
- Freda Foh Shen — jornalista da TV
- Dennis Parlato — jornalista da TV
- Donna Hanover — repórter de campo
- Jihmi Kennedy — motorista de caminhão de reboque

## Recepção

### Bilheteria
The Dream Team estreou em segundo lugar nas bilheterias americanas, onde faturou US$5,7 milhões em 1,316 cinemas, com média de US$4,335 por tela. Ele abriu apenas um número a menos que um filme concorrente da Paramount Pictures, Major League. Desceu dessa posição nas semanas subsequentes.